# Motor Barnaoul
Le Motor Barnaoul est un club de hockey sur glace de Barnaoul en Russie qui a existé de 1959 à 2006.

## Historique
Le club est fondé en 1954 sous le nom de Spartak Barnaul. En 1959, il est renommé Motor Barnaul. Le club a notamment formé des joueurs comme Mikhaïl Iakoubov, Alekseï Tcherepanov, Ivan Vichnevski, ou Andreï Kolesnikov. En 2006, alors qu'il évolue en Vysshaya Liga, il cesse ses activités pour cause de faillite. L'Altaï Barnaoul est alors créé.

## Palmarès
- Aucun titre.